# Noscitur a sociis
Noscitur a sociis est une règle d'interprétation législative qui énonce que le sens d'une expression ambiguë faisant partie d'une énumération dans un texte de loi peut être déterminé par association avec les autres mots énumérés. Cette règle est aussi nommée la « règle des compagnons », car les termes énumérés s'accompagnent dans le processus d'attribution de sens. La règle Noscitur a sociis se distingue de la règle Ejusdem generis, dont la caractéristique est que le dernier terme générique d'une énumération crée une restriction de sens. La règle Noscitur a sociis est utilisée dans les États de common law et les États de droit mixte comme le Québec.
Par exemple, l’article 52 de la  Charte québécoise de la langue française énonce que « [l]es catalogues, les brochures, les dépliants, les annuaires commerciaux et toute autre publication de même nature doivent être rédigés en français », doit être interprété en tenant compte que les termes énumérés dans cet article font partie du chapitre VII de la Charte qui vise la langue du commerce et des affaires.[pas clair]